# Prélude à la nouvelle journée
Prélude à la nouvelle journée est le nom de la deuxième symphonie de Matthijs Vermeulen, composée en 1920.

## Histoire de l'œuvre
Composée en 1920, la symphonie doit son titre à la fin de la Première Guerre mondiale. Elle exprime les espoirs et les incertitudes de l'époque.
Elle ne suscite cependant pas l'intérêt des orchestres et le compositeur est forcé de la mettre de côté. Ce n'est qu'en 1953 qu'elle reçoit l'attention qui lui est due. Elle gagne le cinquième prix du Concours Reine Élisabeth à Bruxelles, et après une exécution par l'orchestre de la radio et de la télévision belge, elle est enfin créée par l'Orchestre royal du Concertgebouw dirigé par Eduard van Beinum le 5 juillet 1956. C'est grâce à cette première que la carrière de Vermeulen reprend son essor.

## Mouvements
1. Animé
2. En s'éloignant encore, de plus en plus apaisé
3. Molto rubato
4. Tendrement agité
5. Vif et nerveux

## Discographie
- Orchestre philharmonique de Rotterdam dirigé par Otto Ketting en 1978 (Donemus).
- Orchestre de la Résidence de La Haye dirigé par Guennadi Rojdestvenski en 1999 (Chandos).